# Colombia en el Festival de la OTI
Colombia hace su debut en la edición de 1972 del Festival OTI de la Canción que se realizó en Madrid con el tema Volverás a mis brazos en la voz de Christopher. 
Este país no ganó y ni organizó ninguna edición del certamen.
Este país participó en el festival desde 1972 a 1998 pero en la 27ª edición del festival en 2000, las emisoras colombianas decidieron retirarse del evento debido a los malos resultados a partir de 1992.

## Historia
RCN Televisión y Caracol Televisión fueron las emisoras colombianas que organizaron las entradas colombianas en el Festival OTI de la Canción. Todos los participantes fueron seleccionados internamente excepto a partir de 1992, cuando se celebró una final nacional.
Colombia se clasificó, además, en dos ocasiones en tercer lugar: en 1975 con Campesino de ciudad, defendida por Leonor González Mina; y en 1983 con Tu pueblo y mi pueblo, interpretada por Jaime Mora. 
Obtuvo su mejor clasificación en 1991 gracias a la canción Consejos-canción a mi hijo, interpretada por Juan Carlos Coronel. 
Como dato interesante en 1992 Shakira fue seleccionada inicialmente para representar a su país en el festival pero no pudo competir por ser una menor de edad. Como resultado, se seleccionó al segundo clasificado para representar a Colombia en el evento.
Colombia participó en todas las ediciones del Festival de la OTI excepto en la última edición, es decir, la del año 2000.

## Participaciones de Colombia en el Festival de la OTI
| Año  | Sede             | Artista              | Canción                             | Director orquesta     | Lugar | Pts |
| ---- | ---------------- | -------------------- | ----------------------------------- | --------------------- | ----- | --- |
| 1998 | San José         | Natalia Ramírez      | Amor por Latinoamérica              | Diego Delgado         | SF    |     |
| 1997 | Lima             | Andrés Cabas         | Mis amigos                          |                       | SF    |     |
| 1996 | Quito            | Voz en Off           | Eres                                | Claudio Jácome Harb   |       |     |
| 1995 | San Bernardino   | César Mora           | Solo por hoy                        | Milton Salcedo        |       |     |
| 1994 | Valencia         | Jorge Hernán Baena   | Quiero saber                        |                       | SF    |     |
| 1993 | Valencia         | Alexia Hernández     | Cómo volver a amar                  |                       |       |     |
| 1992 | Valencia         | Alexandra Villar     | Yo no sé si estoy de moda           |                       |       |     |
| 1991 | Acapulco         | Juan Carlos Coronel  | Consejos, canción a mi hijo         | Chucho Ferrer         | 2     |     |
| 1990 | Las Vegas        | Daniel Abadía        | Más que a mi madre                  | Mario Cuesta          |       |     |
| 1989 | Miami            | Yolanda González     | El artista                          | Cristian Vega Riveros |       |     |
| 1988 | Buenos Aires     | Harold Orozco        | Latinoamérica                       |                       | 7     | 6   |
| 1987 | Lisboa           | Marta Patricia Yepes | Vengan a mi hogar                   | Josep Mas Portet      |       |     |
| 1986 | Santiago         | Noemí                | Ausencia                            |                       |       |     |
| 1985 | Sevilla          | Grupo Café           | Mi señora campesina                 |                       |       |     |
| 1984 | Ciudad de México | Christopher y Ximena | Por lo que habías jurado            |                       |       |     |
| 1983 | Washington D. C. | Jaime Mora           | Tu pueblo y mi pueblo               | Álvaro Ortiz          | 3     | 67  |
| 1982 | Lima             | Blanco y Negro       | Así                                 | Raúl Rosero Polo      | 9     | 18  |
| 1981 | Ciudad de México | Jaime D'Alberto      | Si nací por amor, yo viví para amar | Chucho Ferrer         | 4     | 18  |
| 1980 | Buenos Aires     | Jaime Valencia       | Por cuanto tiempo                   |                       | 11    | 13  |
| 1979 | Caracas          | Paola                | A cualquier hora                    |                       | 19    | 2   |
| 1978 | Santiago         | Billy Pontoni        | Joven                               | Alberto Nieto         | 16    | 1   |
| 1977 | Madrid           | Ximena               | Cantando                            |                       | 14    | 1   |
| 1976 | Acapulco         | Amparito             | Son de tambores                     |                       | 4     | 9   |
| 1975 | San Juan         | Leonor González Mina | Campesino de ciudad                 |                       | 3     | 10  |
| 1974 | Acapulco         | Isadora              | Porque soy la mujer, esperé         |                       | 15    | 1   |
| 1973 | Belo Horizonte   | Claudia Osuna        | Una orquídea, un amor               |                       | 9     | 3   |
| 1972 | Madrid           | Christopher          | Volverás a mis brazos               | Armando Velázquez     | 9     | 3   |